# Socio d'opera
Il socio d'opera in una società di persone è il socio che ha conferito in società prestazioni d'opera di natura manuale o intellettuale.
Il socio d'opera non è un lavoratore dipendente della società e per questo motivo non è tenuto a percepire le prestazioni di natura salariale e previdenziale. Il suo guadagno è costituito dalla partecipazione alla divisione degli utili della società.
Sul socio d'opera incombe anche il rischio della sopravvenuta impossibilità di eseguire l'opera conferita anche per causa a lui non imputabile: gli altri soci possono infatti escluderlo dalla società.
Particolare è anche la posizione del socio d'opera in sede di liquidazione: egli dovrà attendere il rimborso delle quote di partecipazione degli altri soci che hanno conferito capitali, e potrà quindi partecipare alla suddivisione del solo eventuale residuo attivo. Non avrà invece, salvo patto contrario, diritto alla percezione di una somma che rimborsi il valore dell'opera da lui apportata in società.